# Cucamonga (radioprogramma)
Cucamonga was een Vlaams muzikaal radioprogramma rond alternatieve muziek uit alle uithoeken van de wereld. Het liep van 1993 tot en met 2007 en stopte na 747 afleveringen. Het werd wekelijks gepresenteerd door Hilde Walschaerts. De redactie was in handen van Jeroen Revalk, Christophe Verbiest, Hilde Walschaerts en Zjakki Willems, die ook de producer en eindredacteur was.  
"Cucamonga" bood interviews, muziek en biografische overzichten met en over muzikanten zo divers als Leonard Cohen, Ali Farka Touré, Captain Beefheart en Tom Zé. Wekelijks stonden er diverse artiesten, genres of landen centraal.
De naam van het programma verwees naar Frank Zappa, wiens eerste opnamestudio in Rancho Cucamonga, Californië gevestigd was. De herkenningsmelodie van het programma was de beroemde platenkras uit Zappa's compositie "Nasal Retentive Calliope Music" uit zijn album We're Only In It For The Money. Toen "Cucamonga" op 18 juni 2007 voor de laatste keer uitgezonden werd draaide men als eerbetoon twee uur lang muziek van Zappa. 

## Bron
- https://www.radiovisie.eu/be/nieuws.rvsp?art=00068844
- https://web.archive.org/web/20081115003211/http://www.kkunst.com/kk/con20020926459.php